# Wild Is the Wind (canción)
«Wild Is the Wind» es una canción escrita por Dimitri Tiomkin y Ned Washington para la película de 1957, Wild Is the Wind. Johnny Mathis grabó la canción para la película y la publicó como sencillo en noviembre de 1957. Está versión alcanzó el número 22 en el Billboard Hot 100. Fue nominado para el Óscar a la mejor canción original en 1958, pero perdió ante All the Way de Jimmy Van Heusen y Sammy Cahn de The Joker Is Wild.
La canción ha sido interpretada por numerosos artistas. Las versiones más conocidas son las de Nina Simone en 1966 y David Bowie en 1976.

## Versión de Nina Simone
Nina Simone interpretó la canción por primera vez en vivo en 1959; está versión apareció en el álbum en vivo Nina Simone at Town Hall. Su interpretación más conocida fue una grabación de estudio publicada en el álbum recopilatorio de 1966, Wild Is the Wind. Simone regrabó la canción con una instrumentación lenta, entregando una interpretación vocal que expresa una pérdida conmovedora y desesperada.

### Rendimiento comercial
El 9 de noviembre de 2013 la canción alcanzó el puesto 6 en el Billboard Hot 100.

### Uso en otros medios
La fue utilizada en el tráiler de lanzamiento de la película, Revolutionary Road.

## Versión de David Bowie
David Bowie grabó una versión de Wild Is the Wind para su álbum de 1976, Station to Station. Bowie fue un admirador del estilo de Simone y cuando la conoció en Los Ángeles en 1975, fue inspirado a grabar la canción para su álbum. Bowie dijo más tarde que la versión de Simone “realmente me afectó... La grabé como un homenaje a Nina”.

### Video musical
Para promocionar el álbum recopilatorio de 1981 Changestwobowie, David Mallet dirigió un videoclip en blanco y negro. El video presenta a Bowie y 4 músicos interpretando la canción en un estudio de grabación, incluyendo a Tony Visconti (contrabajo),  Coco Schwab (guitarra), Mel Gaynor (batería) y Andy Hamilton (saxofón).

### Versiones en vivo
- Una versión grabada en el BBC Radio Theatre, Londres el 27 de junio de 2000, apareció en la edición limitada de Bowie at the Beeb.[15]
- Bowie interpretó la canción en el Festival de Glastonbury el 25 de junio de 2000, siendo publicada en 2018 en el álbum Glastonbury 2000.[16]
- Fue una de las últimas canciones en ser interpretadas en concierto antes de retirarse de las presentaciones en vivo a finales de 2006 (junto con Changes y Fantastic Voyage).[17]

### Otros lanzamientos
- La canción fue publicado como sencillo junto con Golden Years como lado B el 13 de noviembre de 1981.[18]
- La canción ha aparecido en numerosos álbumes compilatorios de David Bowie:
  - Changestwobowie (1981)
  - Sound + Vision (1989)
  - The Singles Collection (1993)
  - The Best of David Bowie 1974/1979 (1998)
  - Best of Bowie (2002)
  - The Platinum Collection (2005)
  - Nothing has changed. (2014)
  - Who Can I Be Now? (1974–1976) (2016)
- Fue publicada como un disco ilustrado en la caja recopilatoria, Life Time.[19]

### Lista de canciones
1. Wild Is the Wind – 6:06
2. Golden Years – 4:03

### Créditos
Créditos adaptados desde las notas del álbum.
- David Bowie – voz principal y coros, guitarra acústica
- Carlos Alomar – guitarra eléctrica
- George Murray – bajo eléctrico
- Dennis Davis – batería

### Posicionamiento
| Gráficas (1981)                | Pico de posición |
| ------------------------------ | ---------------- |
| Reino Unido (UK Singles Chart) | 24               |
| Irlanda (Irish Singles Chart)  | 15               |